# Villefranche-du-Queyran
Pour les articles homonymes, voir Villefranche.
Villefranche-du-Queyran est une commune du Sud-Ouest de la France, située dans le département de Lot-et-Garonne, en région Nouvelle-Aquitaine.

## Géographie

### Localisation
Commune située dans le Queyran sur l'Ourbise.

### Communes limitrophes
Les communes limitrophes sont Puch-d'Agenais, Anzex, Caubeyres, Leyritz-Moncassin et Saint-Léon.
|       | Leyritz-Moncassin       | Puch-d'Agenais |
| Anzex | Villefranche-du-Queyran | Saint-Léon     |
|       | Caubeyres               |                |

### Climat
Pour des articles plus généraux, voir Climat de la Nouvelle-Aquitaine et Climat de Lot-et-Garonne.
Historiquement, la commune est exposée à un climat océanique aquitain.  
En 2020, Météo-France publie une typologie des climats de la France métropolitaine dans laquelle la commune est dans une zone de transition entre le climat océanique et le climat océanique altéré et est dans la région climatique Aquitaine, Gascogne, caractérisée par une pluviométrie abondante au printemps, modérée en automne, un faible ensoleillement au printemps, un été chaud (19,5 °C), des vents faibles, des brouillards fréquents en automne et en hiver et des orages fréquents en été (15 à 20 jours).
Pour la période 1971-2000, la température annuelle moyenne est de 12,8 °C, avec une amplitude thermique annuelle de 15,2 °C. Le cumul annuel moyen de précipitations est de 828 mm, avec 11,3 jours de précipitations en janvier et 6,6 jours en juillet. Pour la période 1991-2020, la température moyenne annuelle observée sur la station météorologique la plus proche, située sur la commune de Saint-Martin-Curton à 15 km à vol d'oiseau, est de 13,7 °C et le cumul annuel moyen de précipitations est de 867,2 mm,. Pour l'avenir, les paramètres climatiques de la commune estimés pour 2050 selon différents scénarios d’émission de gaz à effet de serre sont consultables sur un site dédié publié par Météo-France en novembre 2022.

## Urbanisme

### Typologie
Au 1er janvier 2024, Villefranche-du-Queyran est catégorisée commune rurale à habitat dispersé, selon la nouvelle grille communale de densité à sept niveaux définie par l'Insee en 2022.
Elle est située hors unité urbaine et hors attraction des villes,.

### Occupation des sols

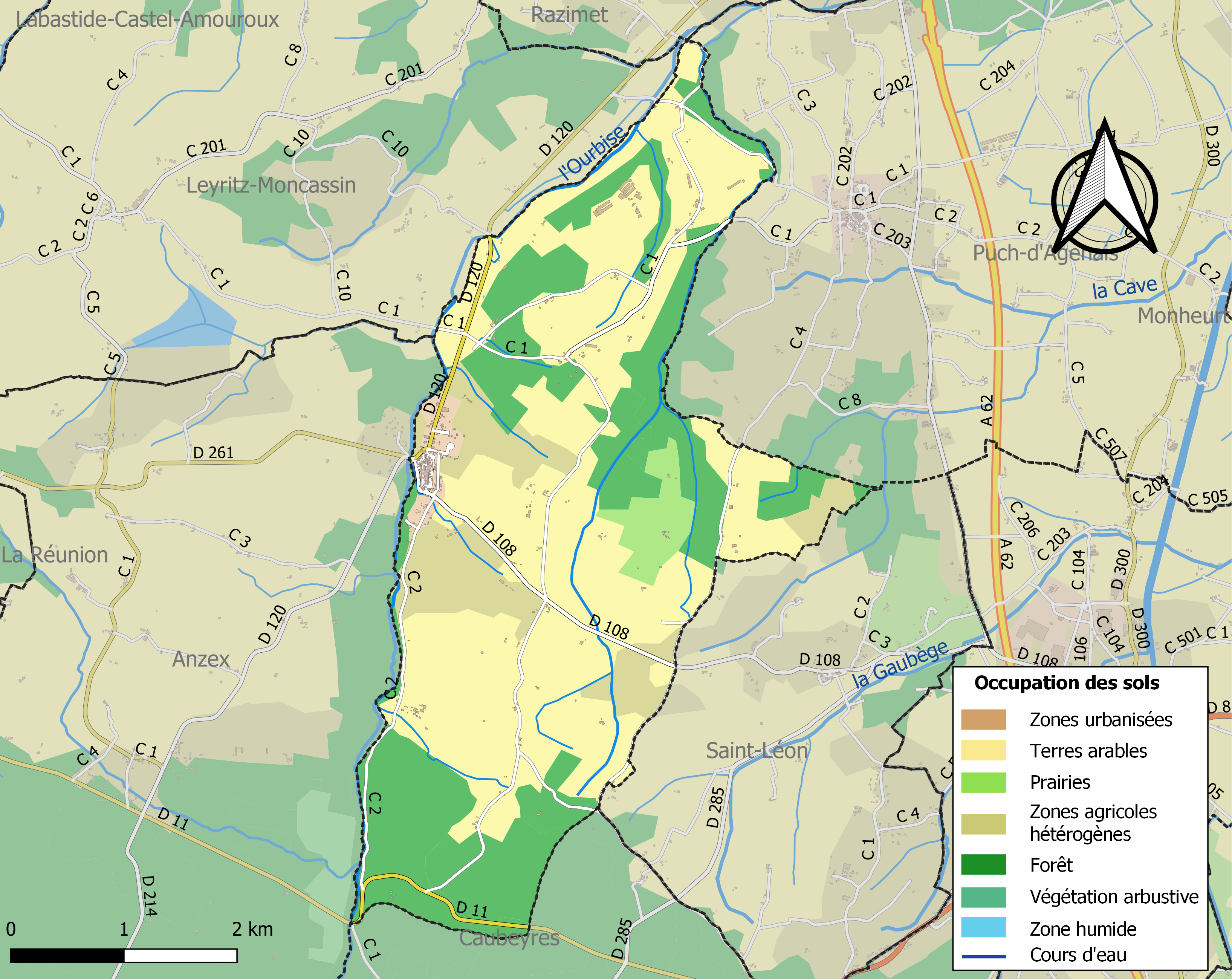
Carte des infrastructures et de l'occupation des sols de la commune en 2018 (CLC).

L'occupation des sols de la commune, telle qu'elle ressort de la base de données européenne d’occupation biophysique des sols Corine Land Cover (CLC), est marquée par l'importance des territoires agricoles (66,6 % en 2018), en diminution par rapport à 1990 (68,3 %). La répartition détaillée en 2018 est la suivante : 
terres arables (52,5 %), forêts (31,6 %), zones agricoles hétérogènes (11,1 %), prairies (3 %), zones urbanisées (1,8 %). L'évolution de l’occupation des sols de la commune et de ses infrastructures peut être observée sur les différentes représentations cartographiques du territoire : la carte de Cassini (XVIIIe siècle), la carte d'état-major (1820-1866) et les cartes ou photos aériennes de l'IGN pour la période actuelle (1950 à aujourd'hui).

### Risques majeurs
Le territoire de la commune de Villefranche-du-Queyran est vulnérable à différents aléas naturels : météorologiques (tempête, orage, neige, grand froid, canicule ou sécheresse), inondations, feux de forêts et séisme (sismicité très faible). Il est également exposé à un risque technologique, le transport de matières dangereuses. Un site publié par le BRGM permet d'évaluer simplement et rapidement les risques d'un bien localisé soit par son adresse soit par le numéro de sa parcelle.

#### Risques naturels
Certaines parties du territoire communal sont susceptibles d’être affectées par le risque d’inondation par une crue à  débordement lent de cours d'eau, notamment l'Ourbise. La commune a été reconnue en état de catastrophe naturelle au titre des dommages causés par les inondations et coulées de boue survenues en 1982, 1990, 1993, 1999 et 2009,.
Villefranche-du-Queyran est exposée au risque de feu de forêt. Depuis le 20 avril 2016, les départements de la Gironde, des Landes et de Lot-et-Garonne disposent d’un règlement interdépartemental de protection de la forêt contre les incendies. Ce règlement vise à mieux prévenir les incendies de forêt, à faciliter les interventions des services et à limiter les conséquences, que ce soit par le débroussaillement, la limitation de l’apport du feu ou la réglementation des activités en forêt. Il définit en particulier cinq niveaux de vigilance croissants auxquels sont associés différentes mesures,.

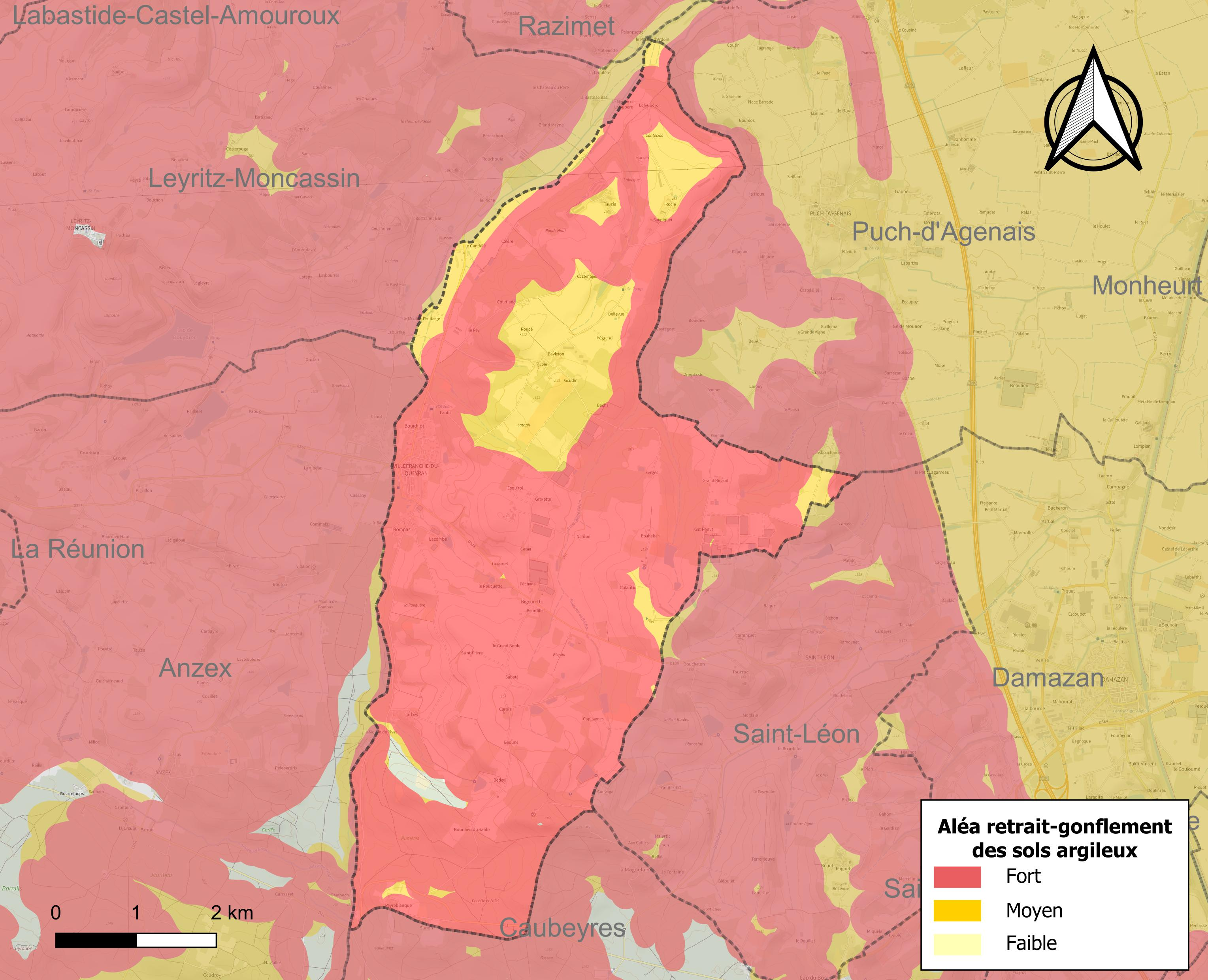
Carte des zones d'aléa retrait-gonflement des sols argileux de Villefranche-du-Queyran.

Le retrait-gonflement des sols argileux est susceptible d'engendrer des dommages importants aux bâtiments en cas d’alternance de périodes de sécheresse et de pluie. 99,1 % de la superficie communale est en aléa moyen ou fort (91,8 % au niveau départemental et 48,5 % au niveau national). Depuis le 1er octobre 2020, en application de la loi ELAN, différentes contraintes s'imposent aux vendeurs, maîtres d'ouvrages ou constructeurs de biens situés dans une zone classée en aléa moyen ou fort,.
Concernant les mouvements de terrains, la commune a été reconnue en état de catastrophe naturelle au titre des dommages causés par des mouvements de terrain en 1999.

## Toponymie
Les archives historiques de la Gironde citent le locum de Villafranca et Cayranum pour les années 1286-1287 (tome I, p. 368), de Bilafranqua de Cayran pour l'année 1407 (tome VI, p. 219) et de Vilafranqua pour les années 1469 (tome V, p. 345) et 1590 (tome III, p. 216).

Dans les registres communaux de naissances, mariages et décès de la commune, celle-ci est dénommée simplement Villefranche jusqu'en 1882, année où apparaît la terminaison -de-Queyran.
En occitan, le nom de la commune est Vilafranca deu Cairan.

## Histoire
La bastide de Villefranche a été fondée en 1271 par le roi Édouard Ier d’Angleterre.

## Politique et administration
| Période                                  | Période   | Identité          | Étiquette | Qualité             |
| ---------------------------------------- | --------- | ----------------- | --------- | ------------------- |
| Les données manquantes sont à compléter. |           |                   |           |                     |
|                                          |           |                   |           |                     |
| avant 1968                               | ?         | Marceau Garin     | FGDS      | Exploitant agricole |
| mars 1989                                | mars 2001 | Elio Agosti       | PCF       |                     |
| mars 2001                                | mars 2008 | Jean-Marie Balout | PS        | Instituteur         |
| mars 2008                                | mai 2020  | Alain Claverie    |           | Sans emploi         |
| mai 2020                                 | En cours  | Jean-Marie Gouyou |           | Ancien artisan      |

## Démographie
Les habitants sont appelés les Queyrannais.
L'évolution du nombre d'habitants est connue à travers les recensements de la population effectués dans la commune depuis 1793. Pour les communes de moins de 10 000 habitants, une enquête de recensement portant sur toute la population est réalisée tous les cinq ans, les populations de référence des années intermédiaires étant quant à elles estimées par interpolation ou extrapolation. Pour la commune, le premier recensement exhaustif entrant dans le cadre du nouveau dispositif a été réalisé en 2006.

En 2022, la commune comptait 411 habitants, en évolution de +3,53 % par rapport à 2016 (Lot-et-Garonne : −0,18 %, France hors Mayotte : +2,11 %).
| 1793  | 1800 | 1806  | 1821 | 1831 | 1836 | 1841 | 1846 | 1851 |
| ----- | ---- | ----- | ---- | ---- | ---- | ---- | ---- | ---- |
| 2 440 | 930  | 1 045 | 947  | 874  | 901  | 875  | 863  | 852  |

| 1856 | 1861 | 1866 | 1872 | 1876 | 1881 | 1886 | 1891 | 1896 |
| ---- | ---- | ---- | ---- | ---- | ---- | ---- | ---- | ---- |
| 840  | 884  | 916  | 876  | 874  | 865  | 873  | 861  | 711  |

| 1901 | 1906 | 1911 | 1921 | 1926 | 1931 | 1936 | 1946 | 1954 |
| ---- | ---- | ---- | ---- | ---- | ---- | ---- | ---- | ---- |
| 706  | 627  | 618  | 510  | 479  | 442  | 463  | 455  | 442  |

| 1962 | 1968 | 1975 | 1982 | 1990 | 1999 | 2006 | 2011 | 2016 |
| ---- | ---- | ---- | ---- | ---- | ---- | ---- | ---- | ---- |
| 446  | 443  | 420  | 340  | 366  | 360  | 381  | 408  | 397  |

| 2021 | 2022 | - | - | - | - | - | - | - |
| ---- | ---- | - | - | - | - | - | - | - |
| 404  | 411  | - | - | - | - | - | - | - |

## Culture locale et patrimoine

### Lieux et monuments
- L'église Notre-Dame, construite, en style gothique, au XVe siècle au cœur de la bastide, à l'époque des guerres de Religion, pour pallier l'éloignement de Saint-Savin ; au cours de la seconde partie du XIXe siècle, les chapelles formant transept sont surélevées et le clocher surmonté d'une flèche de 33 mètres, l'ensemble ajoutant une touche de style néo-gothique au bâtiment[31].
- L'église Saint-Savin, construite au XIIe siècle en style roman et dont la nef et le portail ont été rebâtis au XIVe siècle, possède un chœur roman d'origine, à double rangée d'arcades et décoré de chapiteaux remarquables[32] ; L'édifice a été classé au titre des monuments historique en 1875[33].
- Tours de garde, vestiges du château du XIIIe siècle.
- Vestiges de remparts de la bastide du XIIIe siècle.
- Lavoir du  XIXe siècle au sud du bourg, sur l'Ourbise.

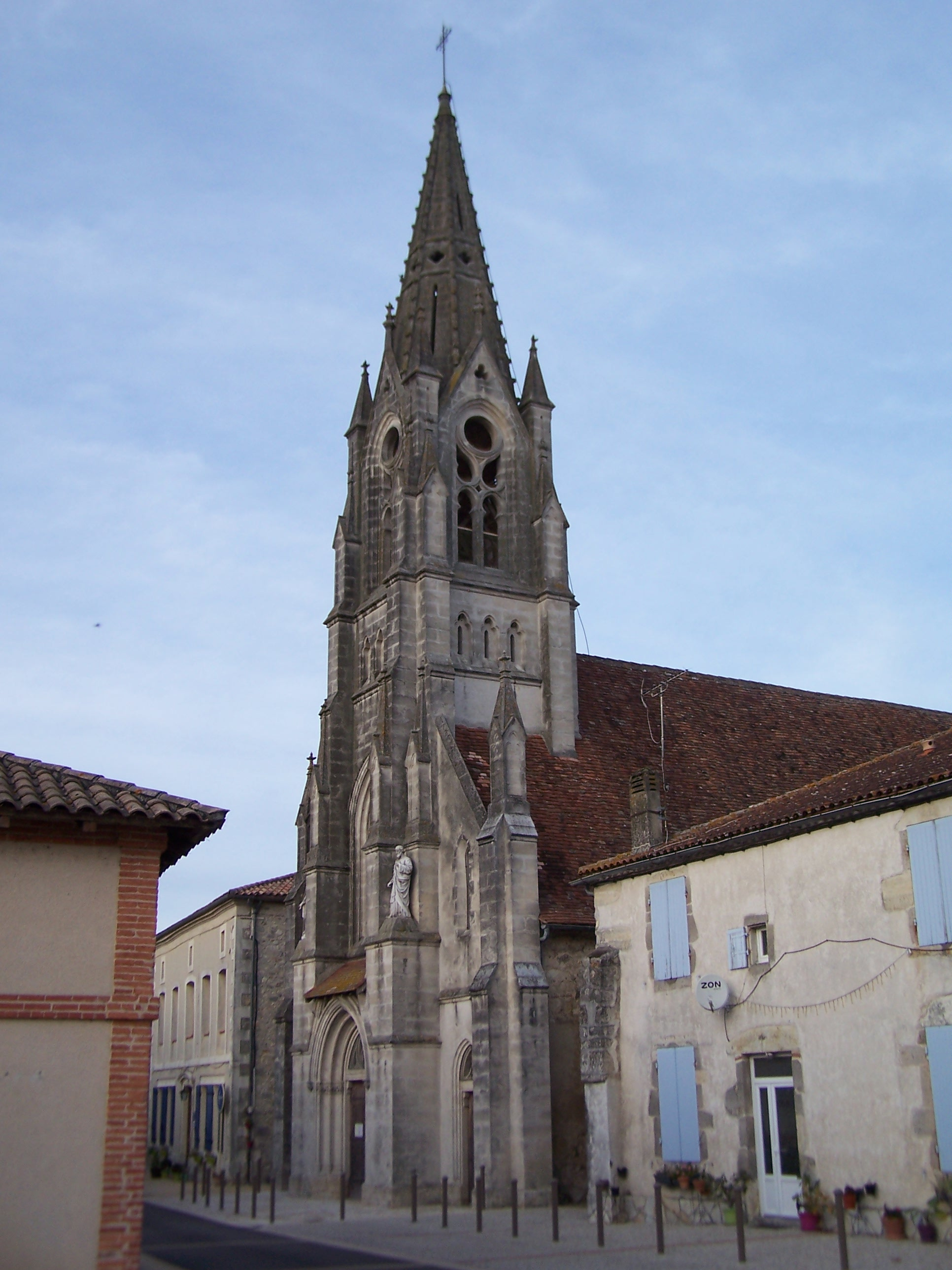
L'église Notre-Dame en face de la halle (octobre 2015)
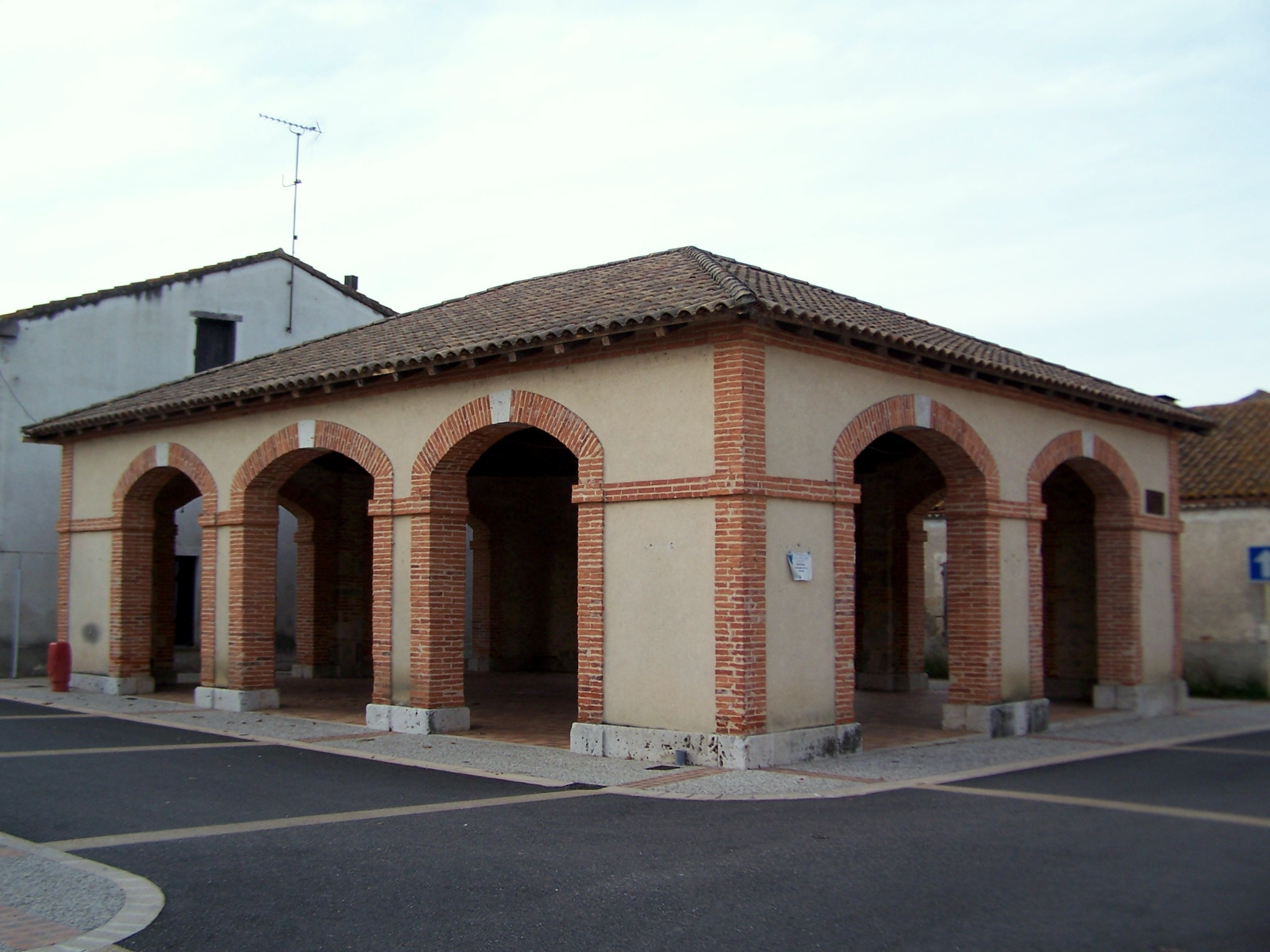
La halle en face de l'église (octobre 2015)
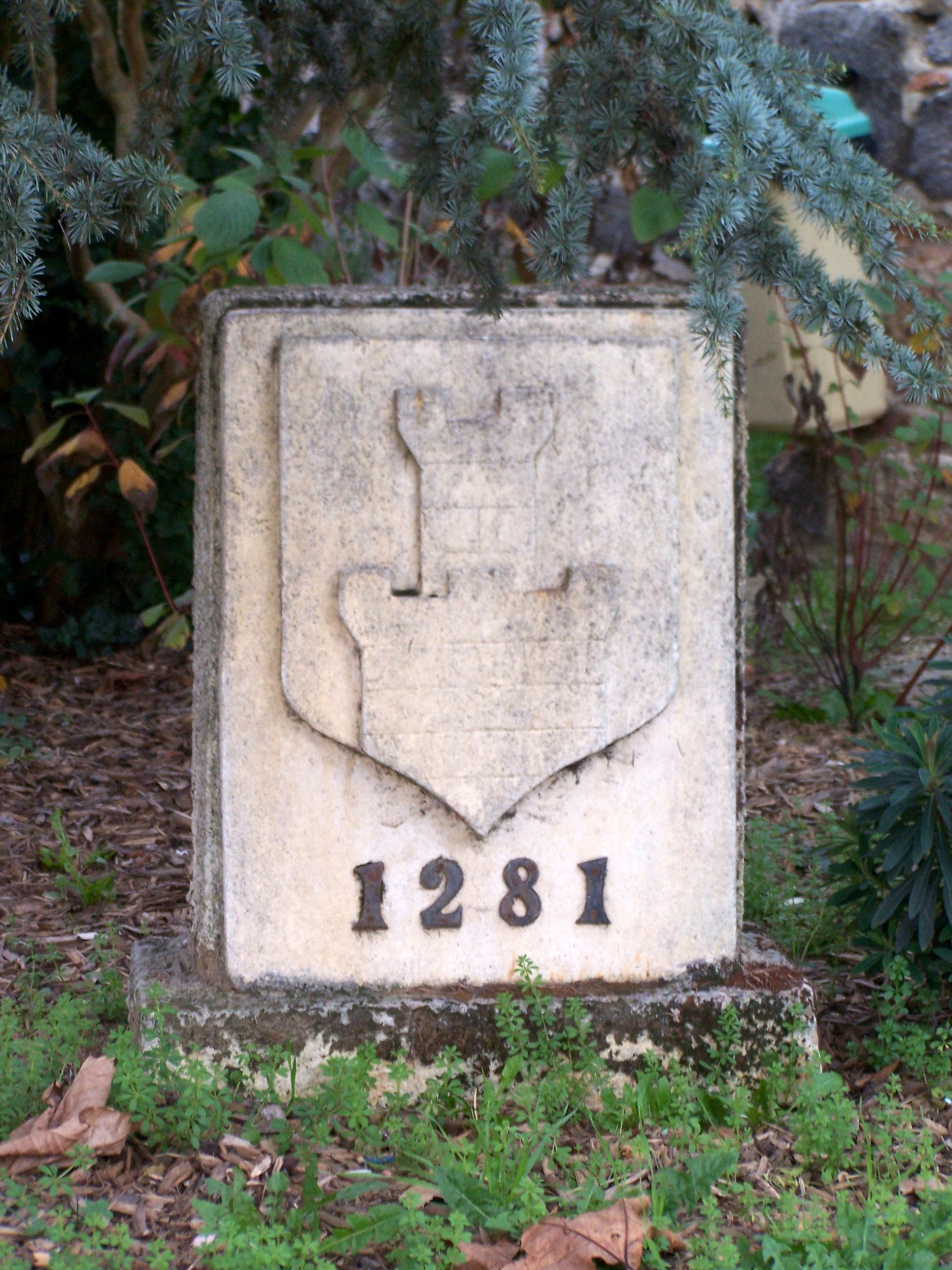
Blason sculpté en face de la halle (octobre 2015)
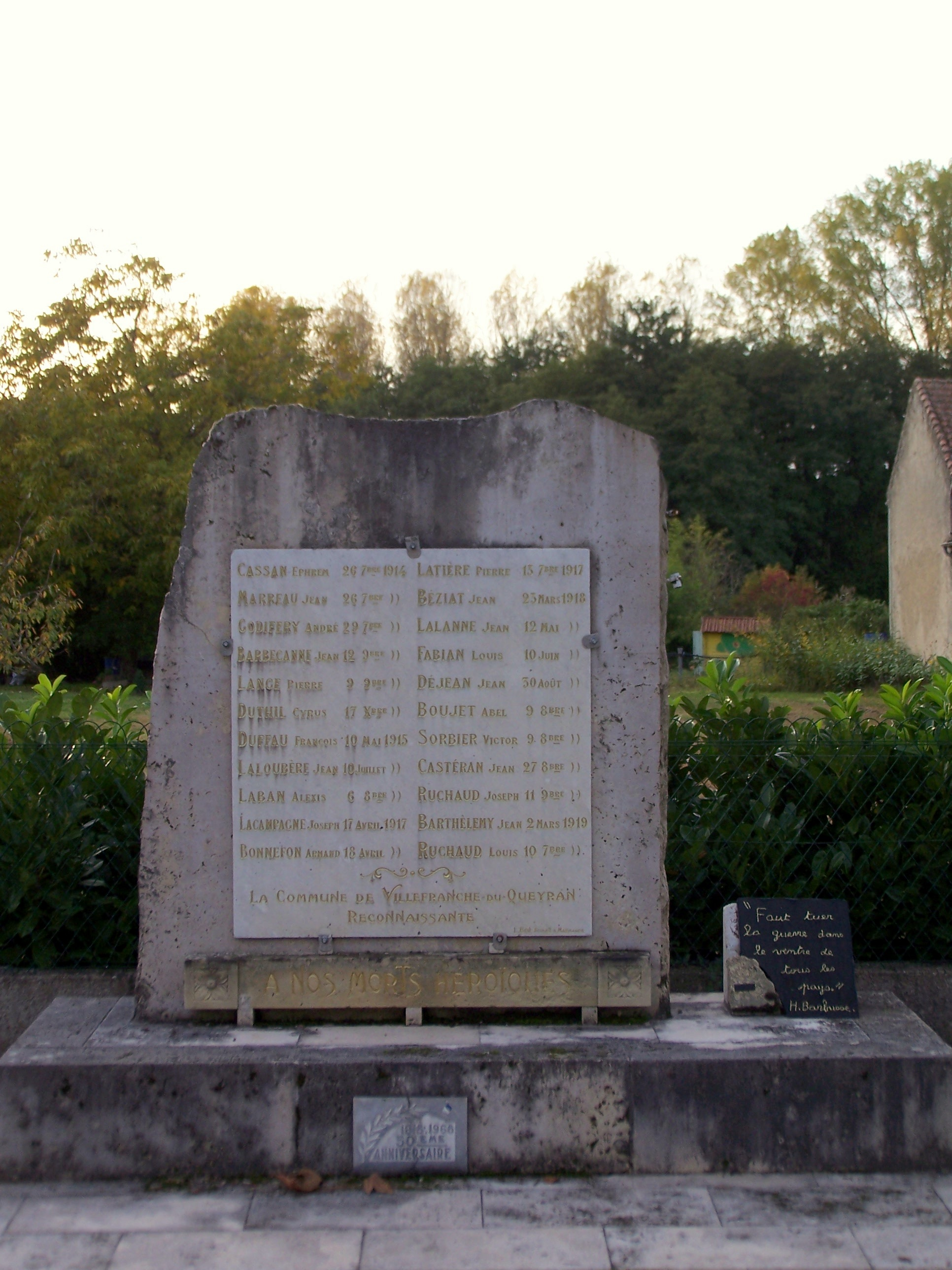
Le monument aux morts près de la mairie (octobre 2015)

### Personnalités liées à la commune
- Jean Castaing, général de l'armée de l'air française commandant la région Sud-Ouest.[réf. nécessaire]
- Jacques Lemarchand (1908-1974), romancier (RN 234, Parenthèse, Geneviève, etc.), critique littéraire, qui fit connaître le théâtre d'Eugène Ionesco.[réf. nécessaire]

### Héraldique
| Blason de Villefranche-du-Queyran | Blason  | D'azur à la tour côtoyée d'un entremur senestre d'argent. |
| Blason de Villefranche-du-Queyran | Détails | Le statut officiel du blason reste à déterminer.          |